# The Majority Says
The Majority Says est un groupe suédois de pop, originaire de Linköping, actif entre 2010 et 2021.

## Histoire
The Majority Says se forme à l'automne 2010 à Linköping. La même année, le groupe et Mio Negga décident de se séparer après avoir été actifs depuis 2005. Hanna Antonsson et Axel Engström rejoignent ensuite le groupe et en novembre 2010, le groupe commence à enregistrer son premier album Under Streetlights qui ne sort qu'en 2012 dans une petite édition en Scandinavie.
En février 2012, The Majority Says sort l'EP Best Night Ever comprenant le titre 114 qui est utilisé dans la publicité de Viasat pour Viasat Film. Elle est diffusée sur les chaînes de télévision scandinaves et d'Europe de l'Est et figure également dans un épisode de l'émission de téléréalité américaine The Real L Word (Showtime). Le morceau 114 se retrouve dans le Song Duel Hall-of-Fame de P3.
Le morceau Kings of the Night est repris dans un épisode de la série télévisée américaine Pretty Little Liars (ABC-Family). Elle est également utilisée pour la campagne de la collection printemps 2013 de la marque de vêtements américaine Houghton NYC. En juin 2013, le groupe reprend le morceau Little Things de One Direction pour une campagne publicitaire télévisée de la chaîne de supermarchés britannique Lidl. En décembre 2013, l'EP Between Love and Simple Friends sort, avec notamment le titre Run Alone. Le morceau est présent dans les deux longs métrages allemands Vaterfreuden et Irre sind männlich, qui sont diffusés dans les cinémas en Allemagne au printemps 2014.
En janvier et juillet 2014, le groupe se rend à la Semaine de la mode de Berlin, où il joue lors de l'événement StyleNite du créateur de mode allemand Michael Michalsky et pendant le défilé de Laurèl. Leur premier album international The Majority Says sort en août 2014 chez Warner Music Group. Durant l'été et l'automne 2014, le groupe assure la première partie de l'artiste allemand Philipp Poisel lors de sa tournée en Allemagne et celle de James Blunt lors de ses trois concerts en Suède, dont l'un se déroule au Hovet de Stockholm,.
En 2015, le groupe se sépare d'Emil Berg et d'Axel Engström (Coach Jonsson) pour leurs projets solo respectifs et après la tournée d'été de cette année-là, le groupe fait une pause. En mars 2017, le groupe annonce sur ses réseaux sociaux avoir commencé à travailler sur un nouvel album. Depuis 2021, le groupe ne semble plus montrer signe d'activité ni musicalement, ni sur ses réseaux sociaux.

## Discographie

### Albums studio
- 2012 : Under Streetlights
- 2014 : The Majority Says (69e en Allemagne[8])

### EP
- 2012 : Best Night Ever
- 2013 : Between Love And Simple Friends

### Singles
- 2011 : Kings of the Night
- 2011 : Trouble
- 2012 : 114
- 2013 : Where Is The Line
- 2014 : Run Alone
- 2014 : Silly Ghost